# Nastran
Nastran (Kurzform für Nasa Structural Analysis System) ist ein auf der Finite-Elemente-Methode (FEM) basierender Solver ohne die Möglichkeit der graphischen Interaktion und wird meist zusammen mit Pre-/Postprozessoren, mit denen die Anwender die Berechnungsmodelle erstellen, eingesetzt.

## Beschreibung

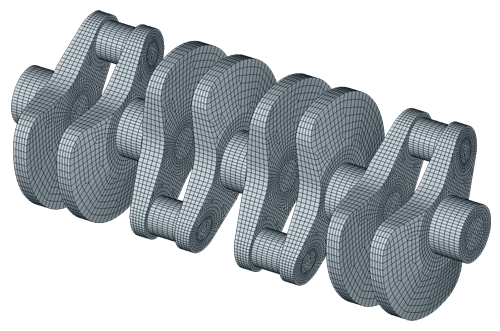
FEM-Modell einer Kurbelwelle

Die Eingabedateien sind reine Textdateien und daher auch problemlos zwischen verschiedenen Pre-/Postprozessoren und Betriebssystemen austauschbar. Nastran war der erste kommerzielle FEM-Solver und aufgrund seiner langen Geschichte und der damit verbundenen Reifung gilt Nastran als De-facto-Standard für Finite-Elemente-Berechnungen in der Luft- und Raumfahrt.

## Historie
Die Entwicklung dieser Software begann in den 1960er-Jahren durch die US-Raumfahrtbehörde NASA an mehreren Standorten in Hinblick auf die Erschließung des Weltalls. Dies stellte sich als nicht zielführend heraus und daher wurde 1964 die Firma CSC mit der Entwicklung eines einheitlichen FEM-Solvers beauftragt. Der ursprünglich gewählte Name war GPSA (General Purpose Structural Analysis), wurde jedoch von der NASA in Nastran geändert. Die Software wurde zunächst in Fortran geschrieben und zeichnet sich durch eine offene Architektur mit der Möglichkeit, eigene Routinen einzubinden, aus. Der Quellcode wurde von mehreren Softwarefirmen erworben und im Laufe der Jahrzehnte kontinuierlich weiterentwickelt. Besondere Bedeutung hatte dabei die MacNeal-Schwendler Corporation (heute MSC Software).
Die kommerzielle Nutzung begann 1971 und der erste Kunde in Deutschland war 1972 Daimler-Benz. Eine große Verbreitung erfuhr Nastran schon früh in der Luft- und Raumfahrt sowie der Automobilindustrie. Bedingt durch den Preisverfall der Hardware wurde die Software zunehmend auch in anderen Industriebereichen und an Hochschulen eingesetzt. Heute ist Nastran einer der am meisten genutzten FEM-Solver.
Für außerordentliche Verdienste wurde Nastran im Jahre 1988 in die Space Technology Hall of Fame aufgenommen.

## Versionen
In den 1980er und 1990er Jahren waren neben MSC Nastran auch andere Derivate (UAI-Nastran, CSAR-Nastran) am Markt vertreten. Bedingt durch die Akquisition dieser Mitbewerber hatte MSC Software eine Monopolstellung geschaffen und wurde 2002 von der US-amerikanischen FTC verpflichtet, Nastran für Wettbewerber zugänglich zu machen. Quellcode, Dokumentation und die Rechte zur dauerhaften, lizenzfreien Nutzung wurden von der damaligen UGS, heute Siemens Digital Industries Software, erworben. UGS veröffentlichte im Jahr 2003 NX Nastran 1.0. Die bekanntesten Nastran-Versionen sind heute MSC Nastran, NX Nastran und NEi Nastran.